# Oneida Guaipe
Oneida Del Valle Guaipe de Ávila es una política venezolana, fue diputada suplente de la Asamblea Nacional por el estado Anzoátegui. Antes de ser electa como diputada, Oneida se desempeñó como dirigente sindical de empleados públicos del sector de la salud en el estado. Actualmente es Secretaria Nacional de Acción Femenina del partido Acción Democrática desde el 16 de julio del 2023.

## Carrera
Antes de ser electa como diputada, Oneida se desempeñó como dirigente sindical, siendo secretaria de organización del Sindicato Único de Empleados Públicos del sector salud en el estado Anzoátegui (Sunepsas). Fue electa como diputada suplente por la Asamblea Nacional por el circuito 3 del estado Anzoátegui para el periodo 2016-2021 en las elecciones parlamentarias de 2015, en representación de la Mesa de la Unidad Democrática (MUD). Guaipe estuvo entre los diputados que votaron, como suplente del diputado Richard Arteaga, para ratificar a Juan Guaidó como presidente de la Asamblea Nacional en la elección de la Comisión Delegada de la Asamblea de 2020.
Posteriormente, en 2022, fue designada por Juan Guaidó como vicepresidente de la Comisión Permanente de Energía y Petróleo para el periodo 2022-2023.